# The Strokes
The Strokes é uma banda de rock dos Estados Unidos formada em   1998 na cidade de Nova Iorque. A banda é formada pelos membros: Julian Casablancas (vocal), Albert Hammond Jr (guitarra), Nick Valensi (guitarra), Nikolai Fraiture (baixo) e Fabrizio Moretti (bateria e percussão).  São considerados como uma banda percussora do revival pós-punk do início dos anos 2000 e dos movimentos de revival do rock de garagem.
Lançaram seu primeiro EP The Modern Age em 2001 e assinaram com a RCA Records por onde lançaram seu álbum de estreia, Is This It, com ampla aclamação da crítica comercial. O álbum foi seguido por Room on Fire (2003) e First Impressions of Earth (2006), ambos estreando no top 5 de mais vendidos da Billboard 200.
Após um hiato de cinco anos, eles lançaram Angles (2011) e Comedown Machine (2013) com uma queda em sua popularidade. Nos anos seguintes, a banda esteve relativamente inativa, fazendo raras aparições ao vivo. Em 2020, eles lançaram seu primeiro álbum de estúdio em sete anos, The New Abnormal, produzido por Rick Rubin e lançado pela Cult e RCA. O álbum recebeu grande aclamação do público e da critica e ganhou o prêmio de Melhor Álbum de Rock no Grammy Awards de 2021.

## História

### 1998-2001: Formação e The Modern Age
O baixista Nikolai Fraiture e o vocalista Julian Casablancas (filho do empresário John Casablancas) são amigos desde a infância. O guitarrista Nick Valensi e o baterista brasileiro Fabrizio Moretti começaram a tocar juntos quando ambos estudavam na Escola Dwight em Manhattan. Mais tarde, Casablancas foi mandado para o Instituto Le Rosey, uma tradicional escola na Suíça, com intuito de melhorar seu comportamento; ele havia desenvolvido problemas alcoólicos. Lá, conheceu Albert Hammond Jr., ambos americanos, apesar de não serem muito amigos. Anos mais tarde, Casablancas se encontrou sem querer com Hammond Jr. nas ruas de Nova Iorque e o convidou para a banda. Nos dois anos seguintes, a banda praticou e se apresentou incansavelmente na cidade de Nova York. Muitos de seus contemporâneos creditaram os primeiros sucessos da banda à sua dedicação e empenho, bem como às suas personalidades envolventes. Eles tocavam quase todas as noites, em lugares como o The Music Building em Midtown Manhattan. Eles fizeram seu primeiro show como Strokes em 14 de setembro de 1999, no The Spiral.
The Modern Age (EP) foi lançado em 2001 e acarretou numa guerra de interesses entre gravadoras pela maior banda de rock and roll em anos. Posteriormente, foram bastante divulgados, causando uma divisão entre os seguidores do rock e revistas independentes: procurava-se saber se eles eram realmente os salvadores do rock ou um punhado de jovens ricos com nomes legais e cópia do Velvet Underground. As duas bandas eram bastante parecidas tanto pelo estilo vocal de Casablancas, similar a de Lou Reed, quanto pela alternância entre Hammond e Nick Valensi como guitarrista principal, o que lembra Lou Reed e Sterling Morrison.

### 2001-2002: Is This It

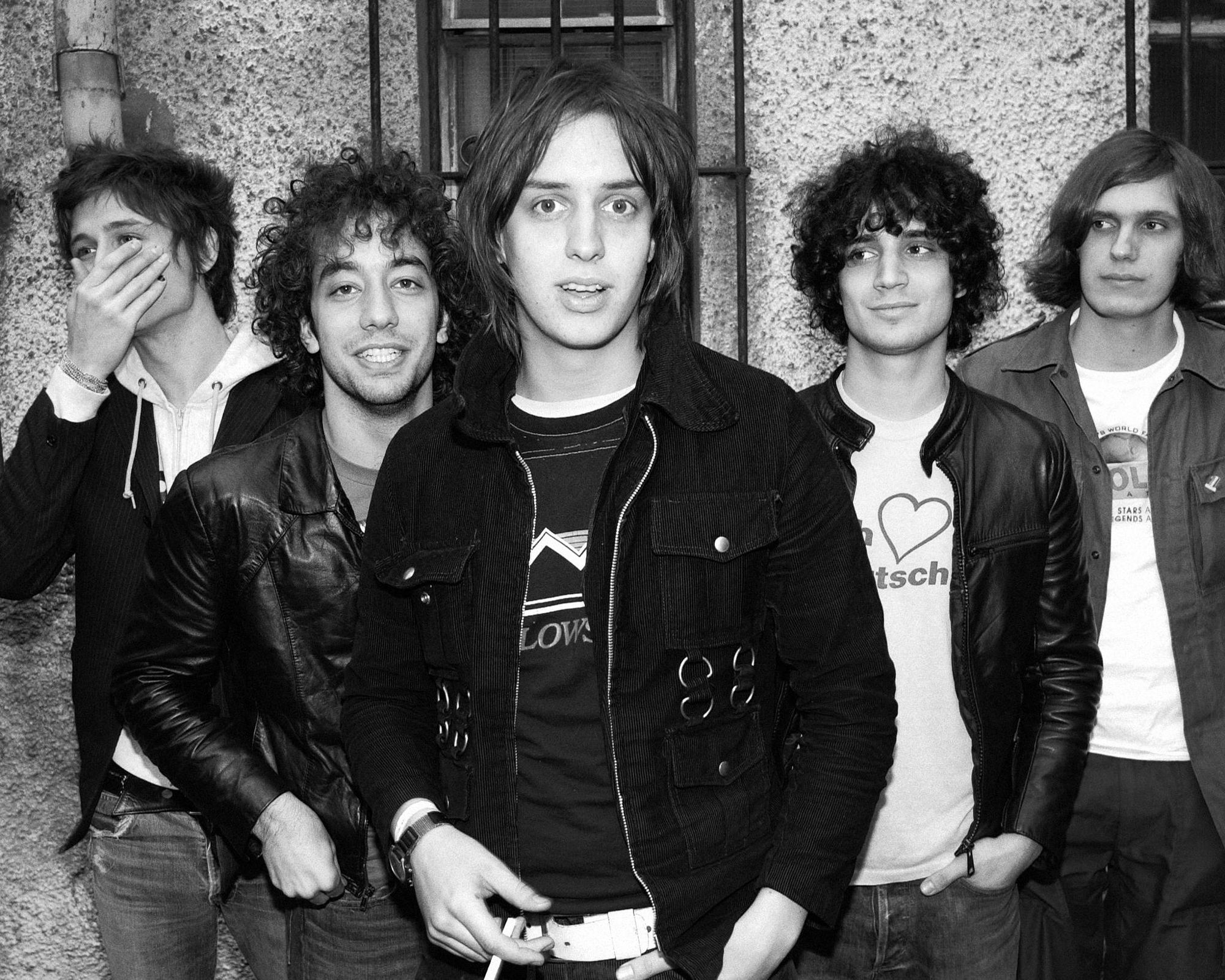
The Strokes 2002

O primeiro disco da banda, Is This It, é uma das referências do rock de garagem do início da década de 2000. A faixa "NY City Cops" não fez parte do álbum lançado nos Estados Unidos por conta dos ataques de 11 de Setembro de 2001. Posteriormente, Slash (Guns N' Roses) tocou a canção com a banda. A relação com o Guns continuou no vídeo musical de "Someday", que mostra rapidamente Duff, Slash e Matt. O vídeo começa com Duff conversando com o vocalista Casablancas e todos os Strokes sentados na mesa de um bar conversando com Slash. Para o vídeo musical de "Last Nite", os Strokes fizeram uma apresentação única, sem dublagem e tocando, aparentemente ao vivo, num programa de auditório de estilo anos 1960. Apesar de, eventualmente, terem lançado vídeos, a banda assinou com a RCA justamente porque foi a única gravadora que respeitou a decisão da banda de não fazer um vídeo musical. Apesar de não se importarem em tocar ao vivo diante de câmeras de televisão, eles se opunham em gravar um vídeo. Após o lançamento de Is This It  a banda fez uma turnê ao redor do mundo, incluindo Japão, Austrália, Nova Zelândia, Europa e América do Norte (a banda abriu para os Rolling Stones em diversas ocasiões durante a parte norte-americana de sua turnê). 
Em novembro de 2009, o Is This It foi eleito o melhor disco da década de 2000 segundo a revista NME. O álbum ficou em segundo lugar em uma lista semelhante compilada pela Rolling Stone 

### 2003-2004: Room on Fire
O grupo começou a gravar seu álbum seguinte em 2002 com o produtor Nigel Godrich, mais conhecido por seu trabalho com o Radiohead, mas depois, fizeram uma troca e retornaram a Gordon Raphael, o produtor de Is This It. As gravações com Godrich nunca foram reveladas.
The Strokes lançaram o seu segundo álbum, Room on Fire, em Outubro de 2003. Recebeu elogios porém foi menos bem sucedido, mesmo sendo ouro nos Estados Unidos, comercialmente falando. O som do álbum tem influencias de bandas como: The Cars, Ramones e Blondie. Em novembro de 2003, The Strokes tocou no Late Night with Conan O'Brien , cantando "Reptilia", "What Ever Happened", "Under Control" e "I Can't Win".  Durante a " Room on Fire Tour" de 2003-2004, a banda foi apoiada porKings of Leon e Regina Spektor. 

### 2006-2009: First Impressions Of Earthe hiato

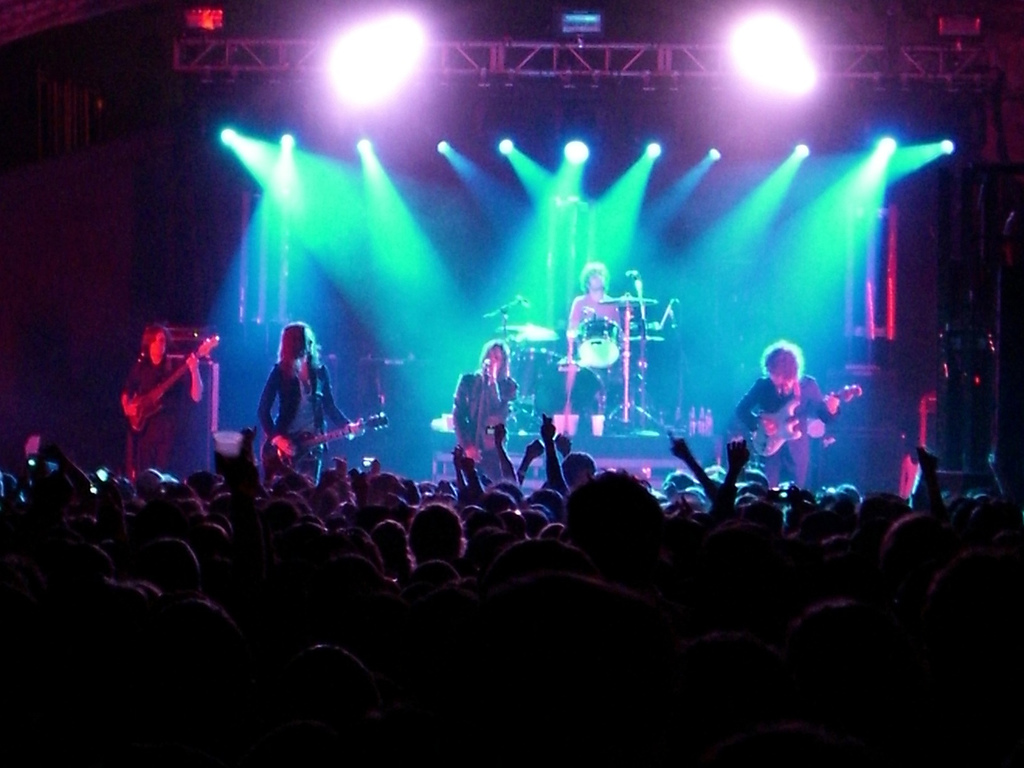
The Strokes em concerto em 2006.

No final de setembro de 2005, "Juicebox", o primeiro single do então inédito terceiro álbum do The Strokes, vazou online, forçando o avanço da data de lançamento do single. O single foi então lançado como exclusivo em serviços de download online. "Juicebox" se tornou o segundo hit do The Strokes no Top 10 do Reino Unido, bem como seu segundo sucesso no Top 10 de Rock dos EUA. 
Seu terceiro álbum, First Impressions of Earth, foi lançado em Janeiro de 2006..  Recebeu críticas mistas e estreou em quarto lugar nos EUA e em primeiro lugar no Reino Unido. No Japão, recebeu disco de ouro na primeira semana de lançamento. Foi também o álbum mais baixado durante duas semanas no iTunes. Fraiture alegou que o álbum foi "como uma descoberta científica."  Em Janeiro de 2006, a banda então fez sua segunda aparição no Saturday Night Live, cantando "Juicebox" e "You Only Live Once".

### 2009-2011: Angles
Em janeiro de 2009, o vocalista Julian Casablancas e o guitarrista Nick Valensi começaram a escrever material para o 4º álbum da banda, a intenção era começarem a gravar em fevereiro. Julian comentou na revista Rolling Stone que eles tinham completado cerca de 3 músicas e que o som parecia uma mistura entre rock dos anos 70 e "música do futuro".
O primeiro single do novo álbum, "Under Cover of Darkness" foi lançado em 09 de fevereiro de 2011. No dia 31 de março, a banda declarou em seu MySpace: "Depois de um longo e necessário período de hibernação em que vimos muitos outros projetos musicais surgirem, estamos satisfeitos em anunciar que o The Strokes voltou a todo vapor em sua área em Nova York, compondo e ensaiando novo material para um novo 4º álbum". O disco, intitulado Angles foi lançado oficialmente dia 22 de março de 2011, apesar de várias músicas poderem ser encontradas na internet antes dessa data. O lançamento dividiu os fãs da banda, já que muitos atestavam que as músicas não se pareciam com os outros cds da banda. Foi, porém, um sucesso de crítica. Os Strokes confirmaram que seriam a atração principal do Festival da Ilha de Wight, Lollapalooza, Festival de Roskilde,  Hurricane Festival, Splendor in the Grass, Rockness, Outside Lands Music and Arts Festival,  On The Bright Side, e Austin City Limits Music Festival em 2010. Além disso, The Strokes foram anunciados como atração principal de 2011 do Coachella Valley Music and Arts Festival e do New Orleans Jazz & Heritage Festival em maio, Festival Internacional de Benicàssim , Oxegen , Paléo, Peace & Love e Super Bock Super Rock em julho, e Reading Festival e Summer Sonic em agosto. Eles também foram sub-headliners do Pulp no Leeds Festival. 

### 2011-2015: Comedown Machinee EPFuture Present Past
Em meados de março de 2011, em uma entrevista a Shortlist Magazine, Strokes revelou que já tinha começado a trabalhar em seu quinto álbum de estúdio. No entanto, as sessões foram adiadas devido ao processo de mixagem de Angles. Julian Casablancas e Nick Valensi confirmaram que havia material novo, bem como a abundância de restos de material. Em 25 de abril, o baixista Nikolai Fraiture postou um tweet anunciando que a banda estava indo para o estúdio para trabalhar em algumas ideias novas. Em entrevista à TV Fuse, o guitarrista Albert Hammond Jr. afirmou que a banda estava trabalhando no quinto álbum de estúdio em Los Angeles.
Em 25 de janeiro de 2013, a música "One Way Trigger" foi publicada no site oficial da banda. Em 30 de janeiro, foi anunciado o nome do quinto álbum, Comedown Machine. No dia 13 de fevereiro, a segunda música do álbum, a canção "All the Time", foi publicada no site oficial e no facebook da banda. O álbum foi oficialmente lançado em 23 de março de 2013 e foi bem recebido pela crítica.
Em 26 de maio de 2016, Julian Casablancas estreou "OBLIVIUS" na estreia de seu programa de rádio mensal "Culture Void", no Sirius XMU. A Cult Records anunciou o lançamento de Future Present Past, um EP de quatro músicas dos Strokes, além da assinatura exclusiva da banda em sua lista. O EP inclui três músicas originais ("Drag Queen", "OBLIVIUS" e "Threat of Joy"), juntamente com um remix adicional de "OBLIVIUS" do baterista Fabrizio Moretti. O EP foi lançado em 3 de junho, nos formatos físico e digital para coincidir com a apresentação principal da banda no Governors Ball Music Festival, em Nova York. O EP foi gravado no ano anterior em Austin e Nova York com a ajuda do produtor Gus Oberg.

### 2019: The New Abnormal
Em outubro de 2016, o guitarrista Valensi indicou que a banda estava "lentamente trabalhando em um álbum, apenas escrevendo sessões". Em julho de 2017, Albert Hammond Sr. disse que os Strokes estavam trabalhando com Rick Rubin. Durante o show de Ano Novo de 2019 da banda no Brooklyn, Casablancas anunciou que o sexto álbum de estúdio da banda seria lançado em 2020. Em 10 de fevereiro de 2020, a banda se apresentou em um comício para o candidato presidencial Bernie Sanders na Universidade de New Hampshire. Nesta apresentação, Casablancas anunciou formalmente o sexto álbum de estúdio da banda e que o título seria The New Abnormal. Ele confirmou a data de lançamento do álbum em 10 de abril. Em 11 de fevereiro, a banda lançou uma nova música, "At the Door", o primeiro single de seu novo álbum. Mais dois singles se seguiram, "Bad Decisions" e "Brooklyn Bridge To Chorus". Seu sexto álbum de estúdio, The New Abnormal, foi lançado mundialmente em 10 de abril de 2020. O álbum foi o vencedor do Grammy 2021, na categoria Melhor Álbum de Rock. Este disco recebeu críticas positivas e foi considerado um "retorno à boa forma da banda", ganhando o prêmio de Melhor Álbum de Rock no 63º Grammy Awards.

## Membros
- Julian Casablancas - Voz
- Albert Hammond Jr - Guitarra
- Nick Valensi - Guitarra
- Nikolai Fraiture - Baixo
- Fabrizio Moretti - Bateria

## Estilo de som e influência
O som feito pela banda é diverso de um disco para o outro. Enquanto em Is This It a banda mostra um som mais abafado, com traços de rock de garagem, apesar de extremamente melódico, no segundo álbum Room on Fire a banda mostra uma sonoridade mais acelerada em algumas músicas, mantendo melodias constantes. Em First Impressions of Earth a banda começa a experimentar com outros estilos de rock, diferenciando totalmente as ideias lo-fi dos álbuns anteriores, aderindo ao Indie, de uma maneira em que o álbum não possui um estilo musical constante em todas as faixas. Já em Angles, há pequenos traços da música new age junto com o Indie, fazendo com que o álbum também não tenha estilo definido, por ser uma soma de opostos, o new age, que é um estilo musical antigo, com o Indie, que já por sua vez é bem recente.
A banda tem como grande influência bandas como Velvet Underground, Television, Buzzcocks, Pearl Jam, The Beatles e principalmente Ramones. A maneira de cantar de Julian é muito comparada com a de Lou Reed, do Velvet Underground. Muitas bandas foram influenciadas pelo som dos dois primeiros álbuns dos Strokes. Alguns exemplos são Arctic Monkeys, The Kooks e The Cribs.
Foram elogiados por Noel Gallagher (Oasis) e Brandon Flowers (The Killers). Este se considera um fã incondicional dos Strokes: em algumas das famosas canções do The Killers, Brandon utiliza o mesmo efeito de voz de Julian Casablancas. Quando o The Killers começou através de anúncios de jornais feitos pelo guitarrista Dave Keuning, citavam os Strokes como influência clara.
Ao contrário de muitas bandas, mas seguindo a tradição do Television, ambos os guitarristas dos Strokes tocam tanto guitarra ritmo como solo. Por exemplo, o solo de "You Talk Way Too Much" é tocado por Nick Valensi, ao passo que em Last Nite  quem sola é Albert. Em algumas canções como "Reptilia" Albert executa o riff enquanto Nick Valensi sola. Embora toquem guitarras diferentes (Nick usa uma Epiphone Riviera assinada por ele e Albert usa uma Fender Stratocaster), a configuração das guitarras é similar, usando os mesmos modelos de amplificador e pedal de distorção.

## Discografia
- Is This It (2001)
- Room on Fire (2003)
- First Impressions of Earth (2006)
- Angles (2011)
- Comedown Machine (2013)
- The New Abnormal (2020)